# Guilty Gear 2: Overture
Guilty Gear 2: Overture (ギルティギア2オーヴァチュア, Giruti Gia Tsū Ōvachua) est un jeu vidéo d'action et de stratégie en temps réel développé par Arc System Works et sorti sur Xbox 360, puis porté quelques années plus tard sur Windows. Contrairement aux autres jeux de la série Guilty Gear, le jeu utilise des graphismes en trois dimensions. Les évènements du jeu prennent place après les ceux du premier Guilty Gear.

## Système de jeu
Guilty Gear 2: Overture utilise un système de combat bien différent des précédents opus. Il combine des éléments stratégie en temps réel, mais aussi de Beat them all. Il sera en effet possible de donner des ordres à ses unités et de capturer des points d'intérêts, qui produiront des unités. Les joueurs s'affrontent donc dans une arène.
La victoire peut s'acquérir de différentes manières:
- Attaquer et vaincre ses adversaires
- Détruire le Master Ghost, une base immobile et sans défense, faisant office de point de réapparition. Chaque joueur en possède une. À chaque fois qu'un joueur veut réapparaitre dans sa Master Ghost, une partie de la jauge de vie de cette dernière sera prélevée.

Le jeu est jouable à deux sur la même console, et jusqu'à quatre en ligne.

## Scénario
5 ans après la défaite de Testament, Sol Badguy voit sa tête mise à prix. En effet, Ky Kiske, le nouveau roi de Illyria, voit son pays attaqué par une force mystérieuse. Son rival lui parait donc être la seule personne capable de vaincre cette force.
Sol Badguy et Sin, son compagnon, se précipitent à la rescousse d'Illyria.